# Detachement
Detachement (från franska: détacher, "avskilja"), är en mindre militär truppstyrka som avskilts (detacherats) från en större militär avdelning för ett specifikt ändamål.
Operativt utsänds ett detachement vanligen för att rekognoscera, störa eller vilseleda fienden, erövra viktiga punkter i terrängen, skydda den egna styrkans flanker, indriva eller hindra fiendens indrivande av rekvisitioner och kontributioner, eller skydda eller anfalla transporter.
I militär fredsorganisation används begreppet detachement också i en betydelse som närmast kan liknas med "filial".

## Detachement inom svenska Försvarsmakten
Detachement som fanns inom Försvarsmakten under 2008 är bl.a. 
- I 19 - Norrbottens regemente
  - Detachementet Norrlands dragoner med Arméns jägarbataljon och Försvarsmaktens vinterenhet
- P 4 - Skaraborgs regemente
  - P 4/Kvarn utanför Borensberg  (Pansarskyttekompani - Grenadjärkompaniet). (Samlokaliserat med Markstridsskolan)
- F 17 - Blekinge Flygflottilj
  - F 17 G på Gotland
  - F 17 H i Hästveda
  - F 17 M på Malmens flygplats
- Helikopterflottiljen
  - Första helikopterskvadron (Luleå)
  - Andra helikopterskvadron (Linköping)
  - Tredje helikopterskvadron (Ronneby)
- Amf 1 - Första amfibieregementet
  - Amf 1 Göteborg (Bevakningsbåtskompani förlagt inom Göteborgs garnison)
- MarinB - Marinbasen, from 1 januari finns det 5 stycken sjöcentraler och ett Säkerhetskompani sjö.
  - Sjöstridskompani Göteborg
  - Sjöstridskompani Malmö
  - Sjöstridskompani Karlskrona
  - Sjöstridskompani Visby
  - Sjöstridskompani Muskö
  - Sjöstridskompani Härnösand (avvecklades den 31 december 2008)
  - Säkerhetskompani sjö, Göteborg